# Tillbaka till livet
Tillbaka till livet är en amerikansk dramafilm från 1935 regisserad av Alfred E. Green. Manuset är skrivet av Laird Doyle och baserad på hans berättelse Hard Luck Dame.

## Handling
Don Bellows (Franchot Tone), en bemärkt arkitekt i New York, är förlovad med den vackra och rika Gail Armitage. På en bar möter han den avdankade Joyce Heath (Bette Davis), som en gång i tiden varit en mycket lovad skådespelerska. Don känner sig benägen att hjälpa henne då hon inspirerade honom att bli arkitekt efter att han sett henne spela i Romeo och Julia. Han tar därför med Joyce ut på landet för att få henne på fötter igen. Det hela blir svårare än han trott, eftersom både Joyce och teatern anser att hon för olycka med sig, emedan hon är mer olycksbringande än vad han anar.

## Om filmen
Bette Davis tackade först nej till rollen, men Warner Bros. studios produktionschef Hal B. Wallis övertalade henne och menade att hon kunde ge något speciellt till rollen, som hade inspirerats av en av Davis idoler, skådespelerskan Jeanne Eagels. Hon var fast besluten att se ut som skådespelerskan, och insisterade på att Orry-Kelly skulle låta henne ha en kostym designad för att passa en kvinna som sett sina bättre dagar. Det var inför denna film som Perc Westmore stylade hennes hår i en Bobfrisyr som hon sedan föredrog i resten av sitt liv.
Franchot Tone, som precis avslutat filmen Myteri, lånades av Metro-Goldwyn-Mayer för att uppmuntra Davis. Mycket riktigt drogs Davis till Tone, som för tillfället var förlovad med Joan Crawford. Producenten Harry Joe Brown avslöjade senare att han gått in då Davis och Tone befann sig en komprometterande situation. Crawford visste tydligen om förhållandet, men bröt inte förlovningen. Många biografier anser att detta var början till den stora fejden mellan de båda aktriserna.
Davis vann sin första Oscar för rollen, men kände som det var ett tröstpris för att hon inte hade nominerats för sin roll som "Mildred Rogers" i filmen En kvinnas slav året innan. År 2002 köpte Steven Spielberg anonymt Davis Oscar på en auktion på Sotheby's och återlämnade den till Amerikanska filmakademien. Statyetten har varit en del av de souvenirer som visats upp av restaurangkedjan Planet Hollywood.

## Rollista
- Bette Davis - Joyce Heath
- Franchot Tone - Don Bellows
- Margaret Lindsay - Gail Armitage
- Alison Skipworth - Mrs. Williams
- John Eldredge - Gordon Heath
- Dick Foran - Teddy
- Walter Walker - Roger Farnsworth
- Richard Carle - Pitt Hanley
- George Irving - Charles Melton
- Pierre Watkin - George Sheffield
- Douglas Wood - Elmont
- William B. Davidson - Reed Walsh (William Davidson)

## Soundtrack
Tre sånger är av Harry Warren - "Forty-Second Street", "The Little Things You Used to Do", and "Sweet and Slow" - är med i soundtracket. Sedan är det "Bridal Chorus" av Richard Wagner.